# 37mmトレンチガンM1915
37mmトレンチガンM1915（ロシア語:Траншейная37-ммпушкаобр1915года）
は、第一次世界大戦でロシア軍が使用した歩兵砲である。開発者の名から「ローゼンベルグ砲」とも言われる。

## 概要

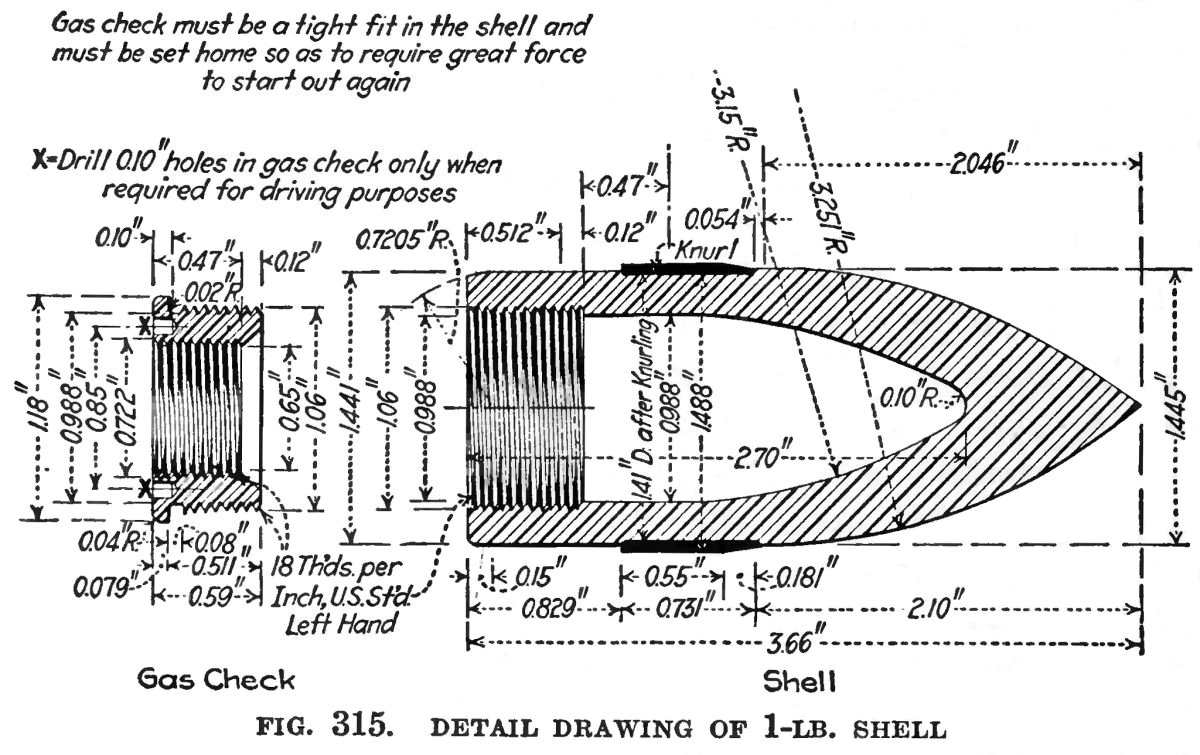
1ポンド榴弾の内部構造。

1914年の後半、第一次世界大戦の戦況が塹壕戦へと移り変わると、敵が据え付けた機関銃や、他の強固な拠点に対抗して投入するための、高い機動性を持った砲の必要性が明らかとなった。1915年、砲兵委員会のメンバーの一人であったM・F・ローゼンベルグ大佐はこのような要求に応じる兵器を開発した。
これは機関銃座の内部に据砲するには充分にコンパクトであった。その重量は約180 Kg程度で、砲身（約74 Kg）、砲床（82 Kg）と車輪（25 Kg）の三つに分解することができ、これにより移動が容易いものとなった。
この砲は、敵の砲火から砲兵員を防護するため、厚さ6 mmから8 mmの防楯を装備した。
この兵器は、約1マイルすなわち約1.6kmほどの射程において充分な精度を有した。これは歩幅1,000歩から1,200歩に相当するが、歩幅は通常、歩行する人間に依存するであるため、これは均一な尺度ではない。